# V695 Возничего
V695 Возничего (лат. V695 Aurigae) — двойная затменная переменная звезда типа W Большой Медведицы (EW) в созвездии Возничего на расстоянии (вычисленном из значения параллакса) приблизительно 5968 световых лет (около 1830 парсеков) от Солнца. Видимая звёздная величина звезды — от +16,6m до +16,1m. Орбитальный период — около 0,5138 суток (12,33 часов).

## Характеристики
Первый компонент — оранжевая звезда спектрального класса K. Радиус — около 2,05 солнечных, светимость — около 1,419 солнечной. Эффективная температура — около 4400 K.
Второй компонент — оранжевая звезда спектрального класса K.